# The Underground Resistance
The Underground Resistance petnaesti je studijski album norveškog metal sastava Darkthrone. Album je 25. veljače 2013. objavila diskografska kuća Peaceville Records.

## Pozadina
Na albumu Darkthrone u velikoj mjeri odbacuje utjecaje crust punk elemenata koji su uvelike bili prisutni na prethodna četiri albuma grupe. Glazba na albumu opisana je kao "klasični metal" koji uključuje žanrove speed metala iz osamdesetih godina prošlog stoljeća, thrash metala, black metala, doom metala i "dozu punka". Recezent Dean Brown naziva album "duljom šetnjom koja dodiruje veličanstvenu vokalnu gimnastiku Kinga Diamonda koja galopira preko paklenih rifova inspiriranih thrash metalom iz osamdesetih godina prošlog stoljeća prije svog spuštanja u Grobnicu zraka s pakosnim prizvukom Celtic Frosta". Kyle Ward sa stranice Sputnikmusic opisuje album kao Darkthroneov "najmetalskiji album" te James Zalucky sa stranice Metal Injection piše: "Kad bih vam trebao dati primjer "istinskog metala", to bi zasigurno bio Darkthroneov The Underground Resistance".
Album je također značajan po tome što sadrži najdulju pjesmu koju je sastav ikad napisao - "Leave No Cross Unturned", koja završava na trinaestoj minuti i četrdeset devetoj sekundi.

## Popis pjesama
| 1.    | »Dead Early«                    | Nocturno Culto | 4:49  |
| 2.    | »Valkyrie«                      | Fenriz         | 5:14  |
| 3.    | »Lesser Men«                    | Nocturno Culto | 4:55  |
| 4.    | »The Ones You Left Behind«      | Fenriz         | 4:16  |
| 5.    | »Come Warfare, the Entire Doom« | Nocturno Culto | 8:37  |
| 6.    | »Leave No Cross Unturned«       | Fenriz         | 13:49 |
| 41:41 |                                 |                |       |

## Recenzije
Album je dobio uglavnom pozitivne kritike. Mnogi su glazbeni kritičari naveli kako su se Fenriz i Nocturno Culto vjerojatno "vrlo dobro zabavljali" pri nastavljanju svojeg pisanja i skladanja pjesama u počast klasičnih metal sastava. I Pitchfork i PopMatters primijetili su kako album posjeduje mladenačku engergiju koja lažno predstavlja stvarnu starost članova. About.com navodi kako album nastavlja odmicati sastav od utjecaja crust punka koji je najviše došao do izražaja na albumu The Cult Is Alive te ga primiče žanrovima klasičnog heavy metala te power metalu kao glavnim utjecajima.

## Zasluge
| Darkthrone - Nocturno Culto – vokali, gitara, bas-gitara - Fenriz – bas-gitara (na pjesmi "The Ones You Left Behind"), vokali, bubnjevi | Ostalo osoblje - Jack Control – mastering |